# Hyphessobrycon
Hyphessobrycon – rodzaj małych, kilkucentymetrowych ryb kąsaczowatych (Characidae), obejmujący kilkadziesiąt gatunków występujących w wodach słodkich Ameryki Południowej. Niektóre gatunki są rybami akwariowymi.
Większość znanych w Polsce ryb akwariowych zaliczanych do rodzaju Hyphessobrycon nosi nazwę bystrzyk, kilka gatunków zaliczano wcześniej do rodzaju Megalamphodus (barwieńce). Na skutek zmian w systematyce kąsaczowatych niektóre zostały przeniesione do innych rodzajów.

## Klasyfikacja
Gatunki zaliczane do tego rodzaju:
| - Hyphessobrycon acaciae - Hyphessobrycon agulha - Hyphessobrycon albolineatum - Hyphessobrycon amandae – bystrzyk karlik - Hyphessobrycon amapaensis - Hyphessobrycon amaronensis - Hyphessobrycon anisitsi – zwinnik ogonopręgi - Hyphessobrycon arianae - Hyphessobrycon auca - Hyphessobrycon axelrodi – barwieniec poziomkowy - Hyphessobrycon balbus - Hyphessobrycon bentosi – bystrzyk ozdobny - Hyphessobrycon bifasciatus – bystrzyk dwupręgi, bystrzyk żółtopłetwy, bystrzyk żółty - Hyphessobrycon borealis - Hyphessobrycon boulengeri - Hyphessobrycon brumado - Hyphessobrycon cachimbensis - Hyphessobrycon catableptus - Hyphessobrycon coelestinus - Hyphessobrycon columbianus - Hyphessobrycon compressus - Hyphessobrycon condotensis - Hyphessobrycon copelandi – bystrzyk Kopelanda - Hyphessobrycon cyanotaenia - Hyphessobrycon diancistrus - Hyphessobrycon duragenys - Hyphessobrycon ecuadorensis - Hyphessobrycon ecuadoriensis - Hyphessobrycon eilyos - Hyphessobrycon elachys - Bryconacidnus ellisi - Hyphessobrycon eos – bystrzyk słoneczny - Hyphessobrycon epicharis - Hyphessobrycon eques – bystrzyk barwny, bystrzyk piękny, bystrzyk z Serpa - Hyphessobrycon erythrostigma – bystrzyk Pereza, bystrzyk czerwonoplamy - Hyphessobrycon fernandezi - Hyphessobrycon flammeus – bystrzyk czerwony, bystrzyk z Rio, czerwona tetra - Hyphessobrycon frankei - Hyphessobrycon georgettae – bystrzyk Georgetta - Hyphessobrycon gracilior - Hemigrammus gracilis - Hyphessobrycon griemi – bystrzyk Griema, bystrzyk cynobrowy - Hyphessobrycon guarani - Hyphessobrycon hamatus - Hyphessobrycon haraldschultzi - Hyphessobrycon hasemani - Hyphessobrycon heliacus - Hyphessobrycon herbertaxelrodi – bystrzyk Axelroda, bystrzyk czarny, neon czarny - Hyphessobrycon heteresthes - Hyphessobrycon heterorhabdus – bystrzyk trójpręgi - Hyphessobrycon hexastichos - Hyphessobrycon hildae - Hyphessobrycon igneus - Hyphessobrycon iheringi - Hyphessobrycon inconstans - Hyphessobrycon isiri - Hyphessobrycon itaparicensis - Hyphessobrycon khardinae - Hyphessobrycon langeanii - Hyphessobrycon latus - Hyphessobrycon loretoensis – bystrzyk z Loreto, bystrzyk loretański | - Hyphessobrycon loweae - Hyphessobrycon luetkenii - Hyphessobrycon maculicauda - Hyphessobrycon mavro - Hemigrammus maxillaris - Hyphessobrycon melanostichos - Hyphessobrycon melasemeion - Hyphessobrycon melazonatus - Hyphessobrycon meridionalis - Hyphessobrycon metae - Hyphessobrycon micropterus - Hyphessobrycon milleri - Hyphessobrycon minimus - Hyphessobrycon minor - Hyphessobrycon moniliger - Hyphessobrycon mutabilis - Hyphessobrycon negodagua - Hyphessobrycon nicolasi - Hyphessobrycon niger - Hyphessobrycon nigricinctus - Hyphessobrycon notidanos - Hyphessobrycon ocasoensis - Hyphessobrycon oritoensis - Hyphessobrycon otrynus - Hyphessobrycon panamensis - Hyphessobrycon pando - Hyphessobrycon parvellus - Hyphessobrycon paucilepis - Hyphessobrycon peruvianus – bystrzyk peruwiański - Hyphessobrycon piabinhas - Hyphessobrycon poecilioides - Hyphessobrycon procerus - Hyphessobrycon proteus - Hyphessobrycon pulchripinnis – bystrzyk pięknopłetwy, bystrzyk cytrynowy - Hyphessobrycon pyrrhonotus - Hyphessobrycon pytai - Hyphessobrycon reticulatus - Hyphessobrycon robustulus - Hyphessobrycon rosaceus – bystrzyk różowy, bystrzyk ozdobny - Hyphessobrycon roseus – barwieniec różowy, fantom różowy - Hyphessobrycon rutiliflavidus - Hyphessobrycon saizi - Hyphessobrycon santae - Hyphessobrycon savagei - Hyphessobrycon schauenseei - Hyphessobrycon scholzei – bystrzyk czarnopręgi - Hyphessobrycon scutulatus - Hyphessobrycon sebastiani - Hyphessobrycon simulatus - Hyphessobrycon socolofi – bystrzyk Socolofa - Hyphessobrycon sovichthys - Hyphessobrycon stegemanni - Hemigrammus stictus - Hyphessobrycon stramineus - Hyphessobrycon sweglesi – barwieniec czerwony, fantom czerwony - Hyphessobrycon taguae - Hyphessobrycon takasei - Hyphessobrycon taurocephalus - Hyphessobrycon tenuis - Hyphessobrycon togoi - Hyphessobrycon tortuguerae - Hyphessobrycon tropis - Hyphessobrycon tukunai - Hyphessobrycon tuyensis - Hyphessobrycon vilmae - Hyphessobrycon vinaceus - Hyphessobrycon wajat - Hyphessobrycon weitzmanorum - Hyphessobrycon werneri |

Gatunkiem typowym jest Hemigrammus compressus (Hyphessobrycon compressus).

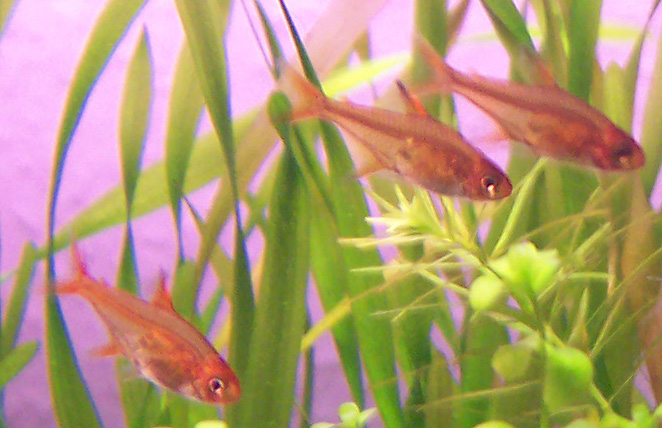
Hyphessobrycon amandae
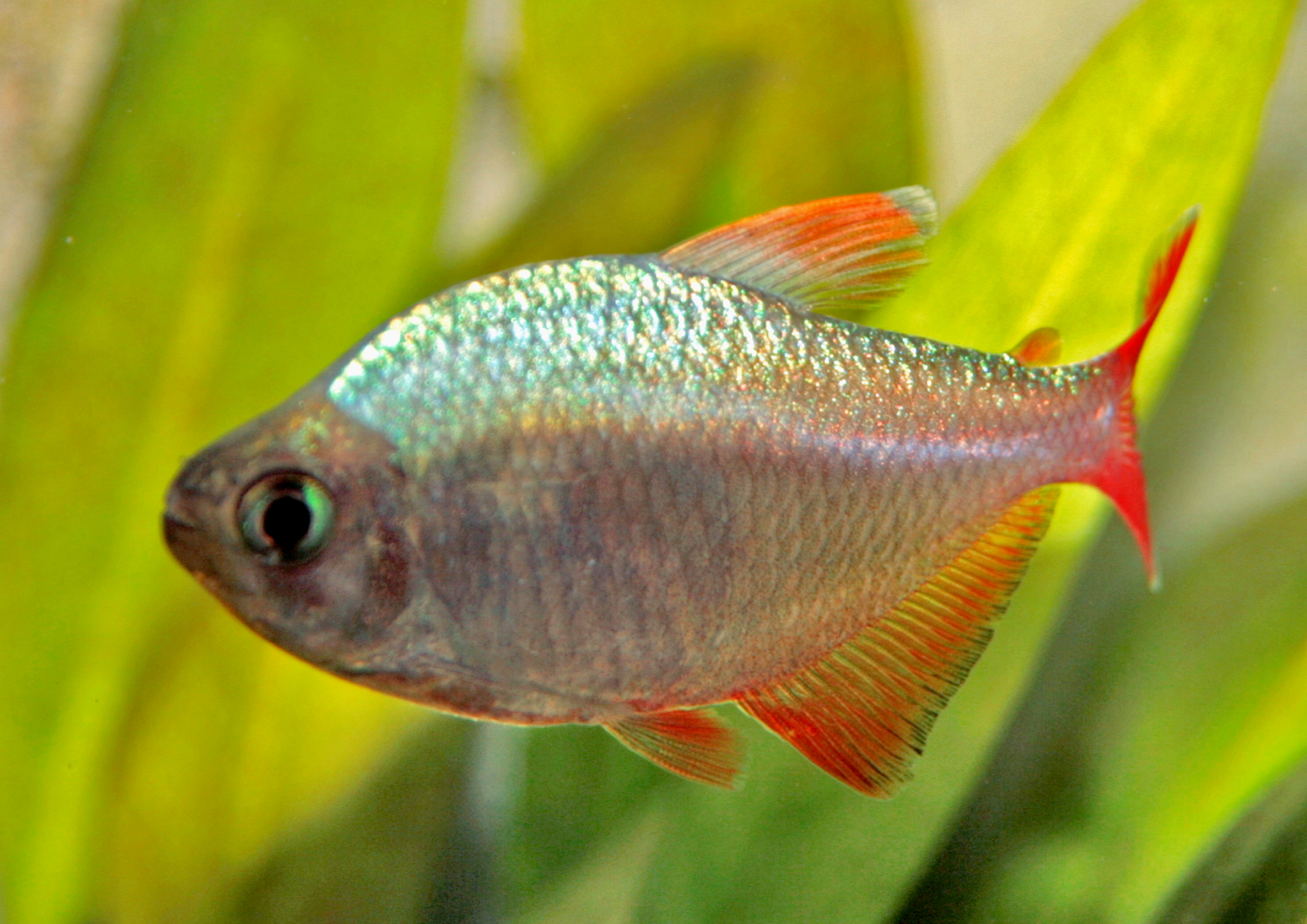
Hyphessobrycon colombianus
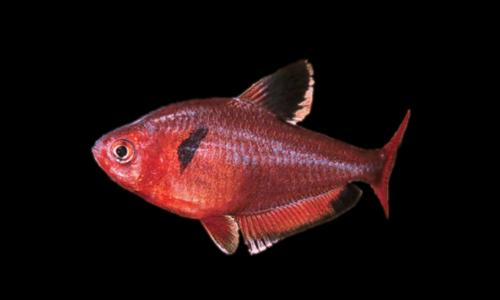
Hyphessobrycon eques
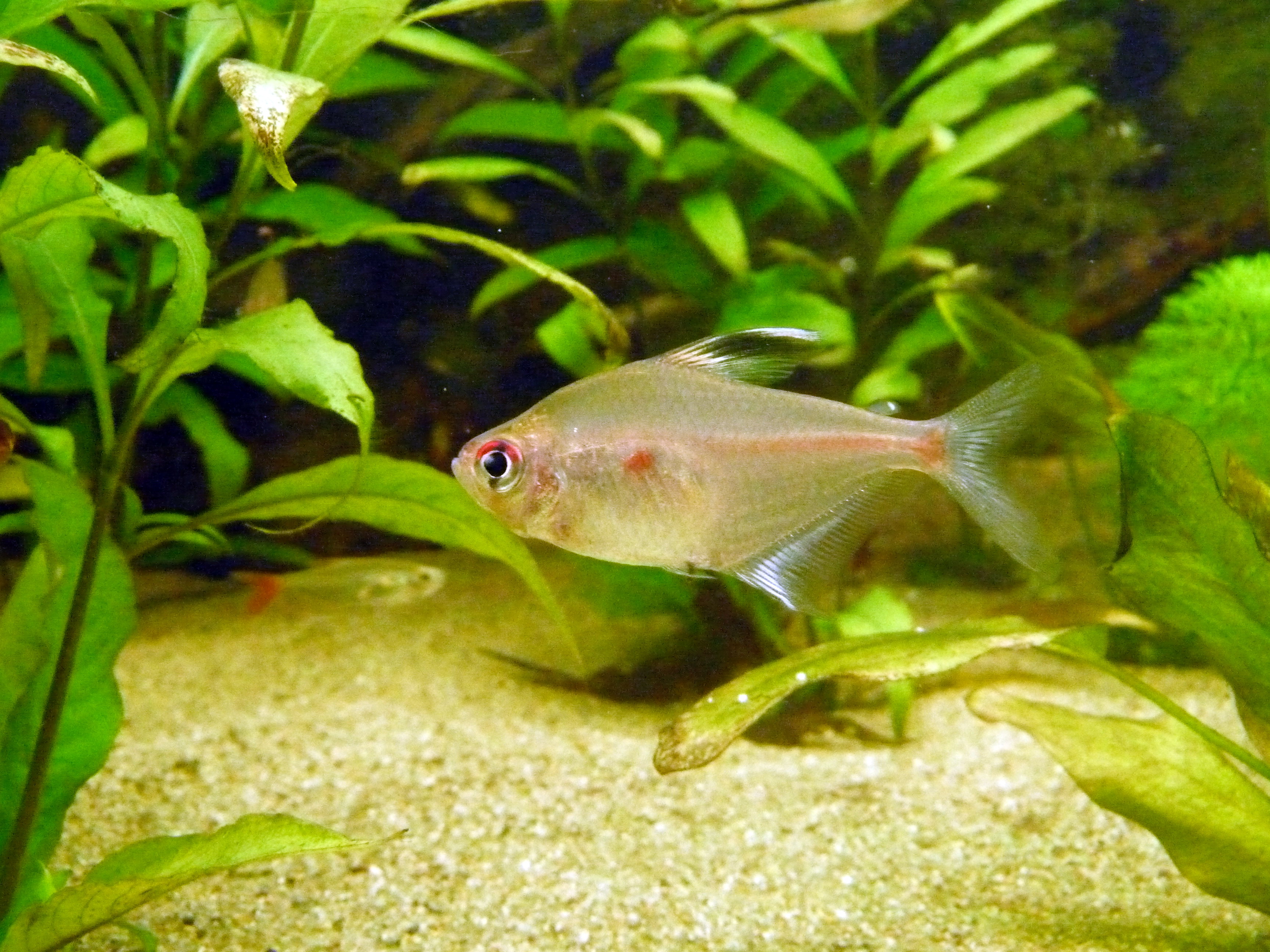
Hyphessobrycon erythrostigma
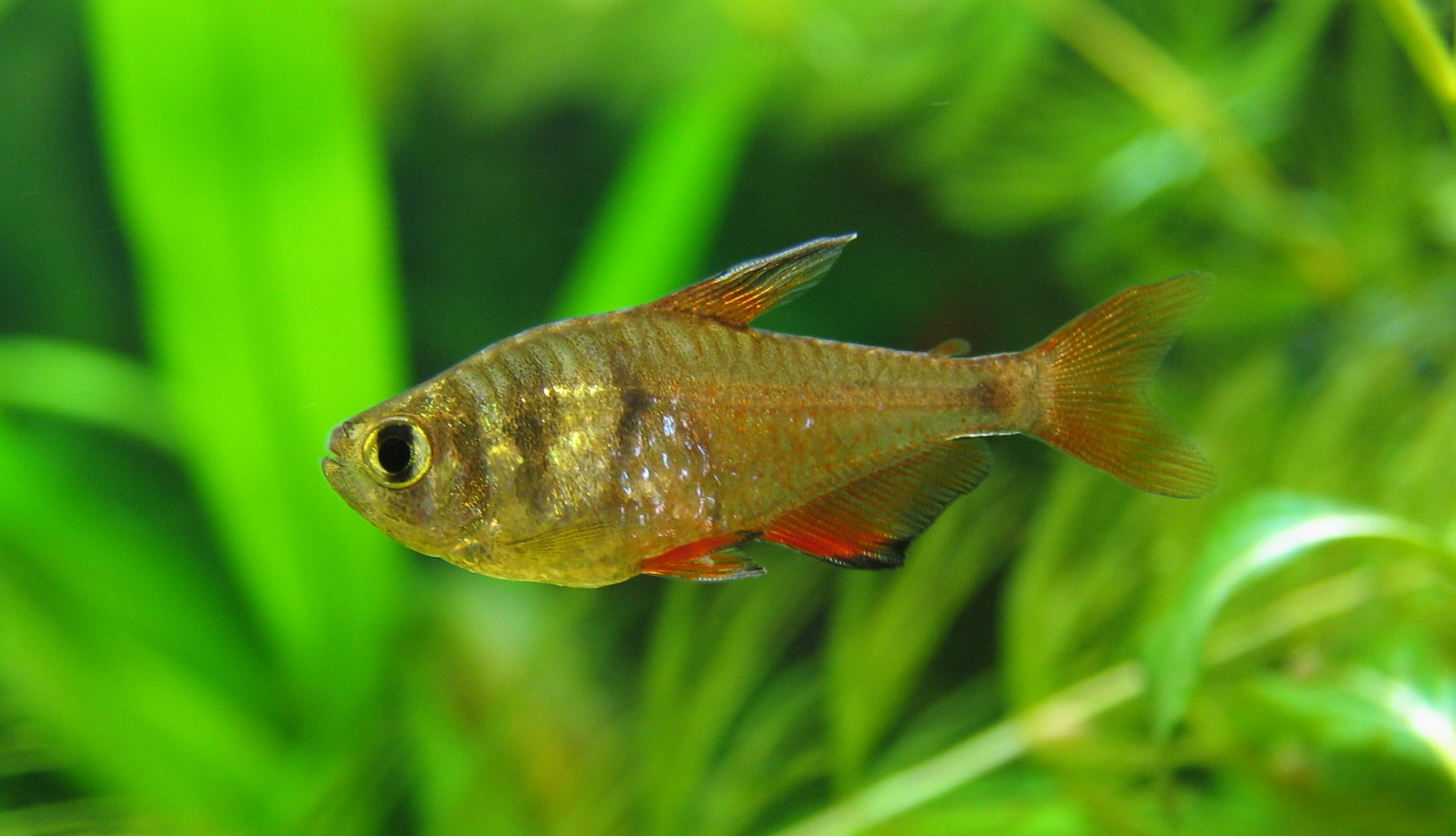
Hyphessobrycon flammeus
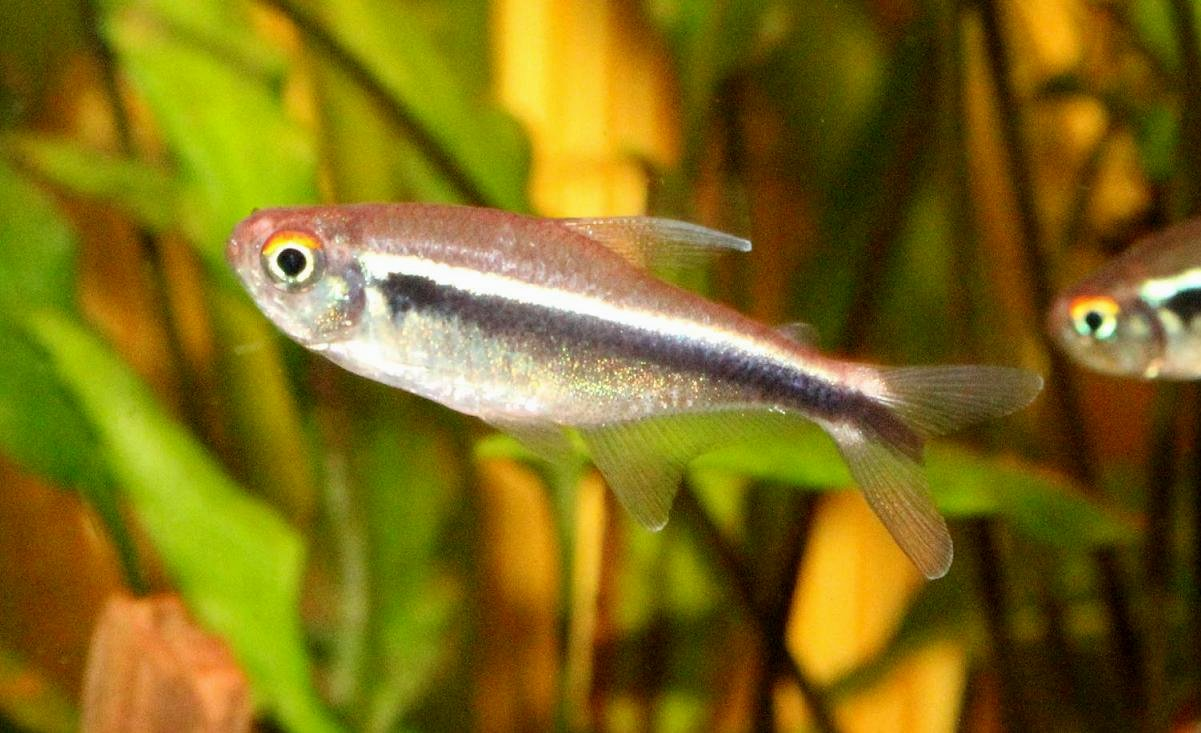
Hyphessobrycon herbertaxelrodi
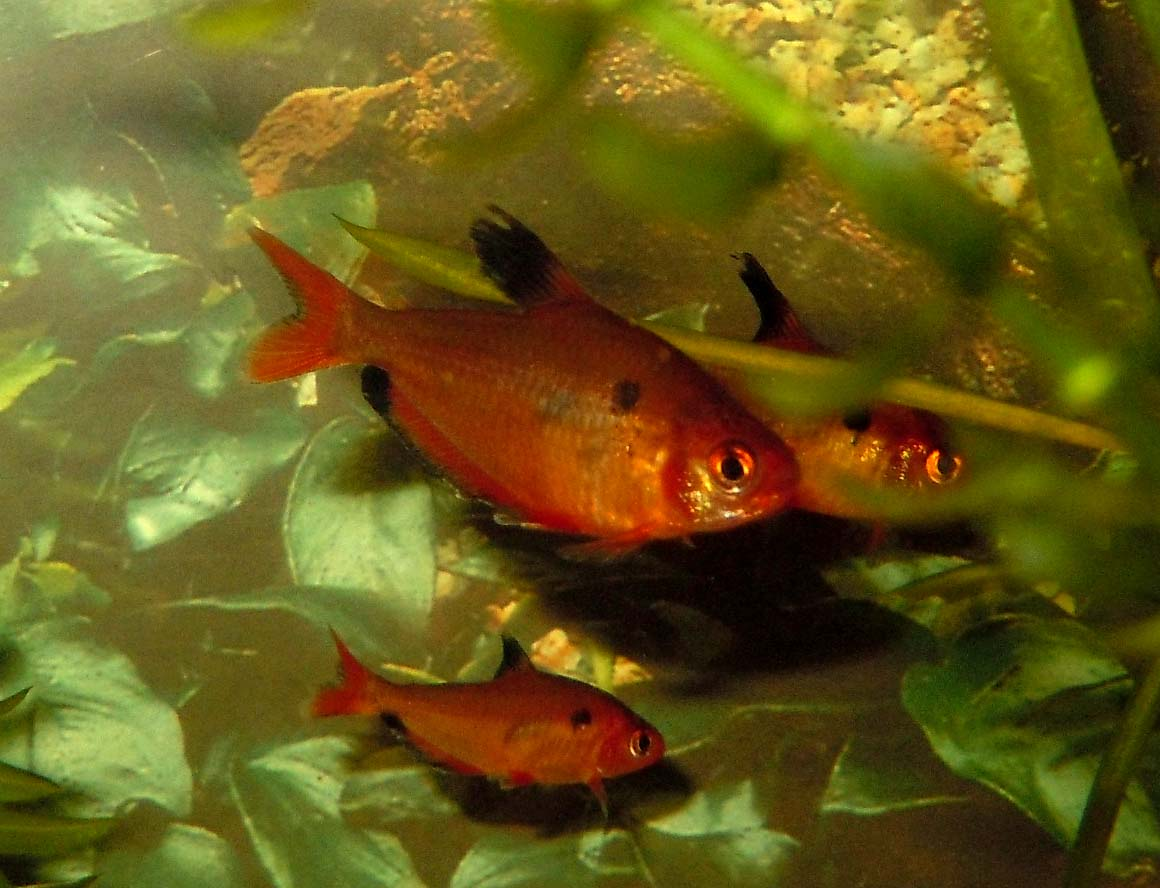
Hyphessobrycon minor
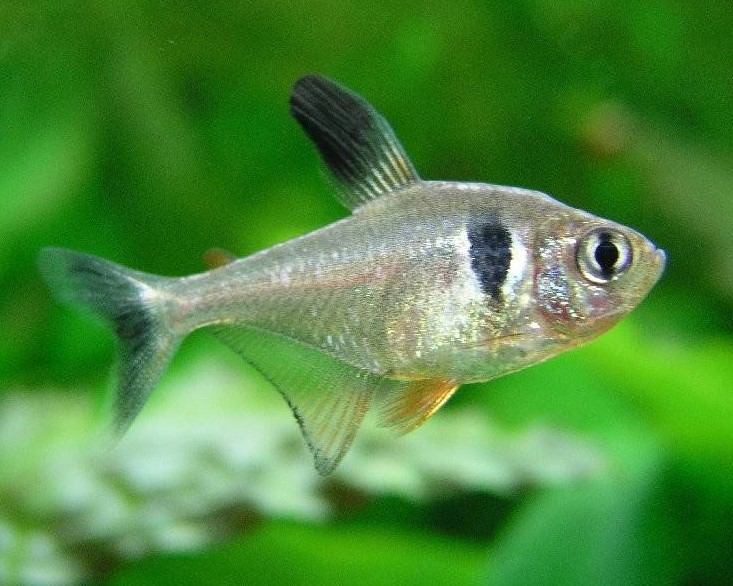
Hyphessobrycon megalopterus
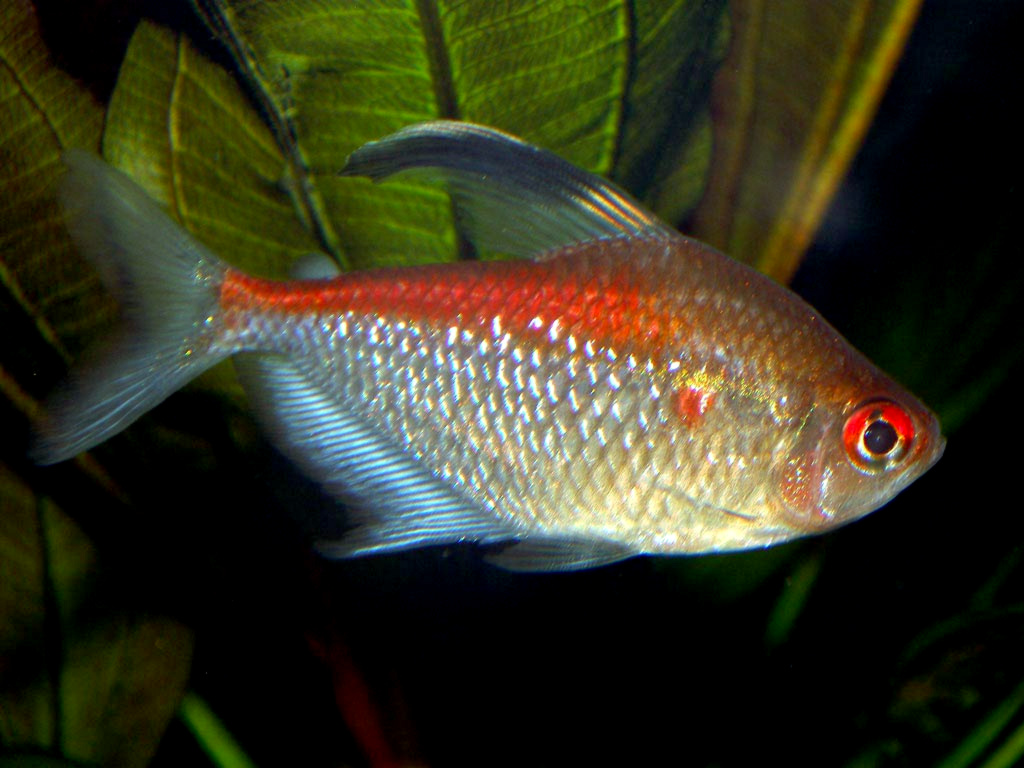
Hyphessobrycon pyrrhonotus
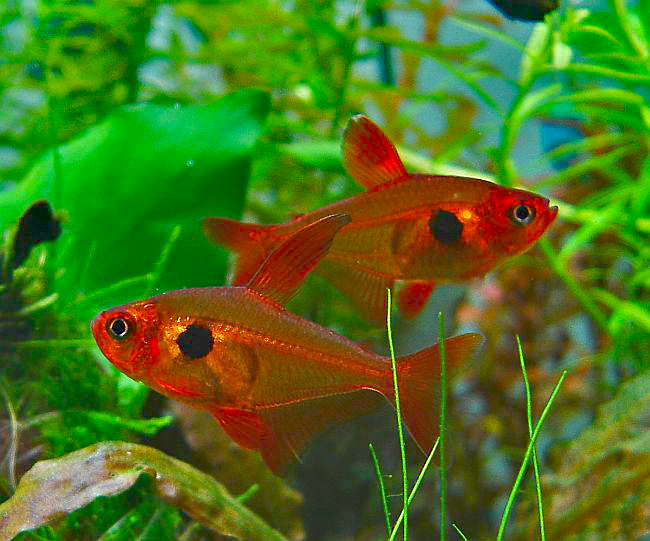
Hyphessobrycon sweglesi